# Old Crows/Young Cardinals
Old Crows/Young Cardinals es el cuarto álbum de estudio de la banda canadiense de post-hardcore Alexisonfire,  lanzado el 23 de junio de 2009. El álbum originalmente se iba a llamar Young Cardinals pero se anunció el cambio de nombre el 1 de abril de 2009.

## Grabación
En una entrevista en enero de 2009, el guitarrista de la banda Wade MacNeil y su mánager Joel Carriere, confirmaron que tenían preparadas diez canciones listas para grabar, una de las cuales sería «Emerald St.» —finalmente llamada «Emerald Street» en el álbum—. La banda anunció que se iniciaría su grabación el 1 de febrero de 2009 a la vez que documentaban el proceso en su blog de Internet, con MacNeil afirmando que:

«For the first time ever we have too many songs»
«Es la primera vez que tenemos tantas canciones»
Wade MacNeil

La grabación tuvo lugar en los Armoury Studios situados en Vancouver, Columbia Británica.

## Lanzamiento
Este cuarto álbum de estudio fue lanzado por el sello discográfico independiente Dine Alone Records fundado por Carriere. Fue la primera vez que la banda no lanzó su trabajo a través de la discográfica canadiense Distort Entertainment. El 20 de abril la banda lanzó su primer sencillo llamado «Young Cardinals» a la par que declaraban que el álbum estaba programado para salir el 23 de junio de 2009. Dine Alone lanzaría el disco en Canadá, Australia y Sudáfrica, mientras que en Estados Unidos sería lanzado por Vagrant Records.

## Lista de canciones
Todas las letras escritas por Alexisonfire.
| N.º   | Título                 | Duración |  |
| 1.    | «Old Crows»            | 4:17     |  |
| 2.    | «Young Cardinals»      | 3:38     |  |
| 3.    | «Sons of Privilege»    | 3:21     |  |
| 4.    | «Born and Raised»      | 4:01     |  |
| 5.    | «No Rest»              | 3:37     |  |
| 6.    | «The Northern»         | 4:28     |  |
| 7.    | «Midnight Regulations» | 4:11     |  |
| 8.    | «Emerald Street»       | 3:16     |  |
| 9.    | «Heading for the Sun»  | 3:45     |  |
| 10.   | «Accept Crime»         | 3:14     |  |
| 11.   | «Burial»               | 4:18     |  |
| 42:06 |                        |          |  |

| iTunes |                          |          |  |
| N.º    | Título                   | Duración |  |
| 12.    | «Young Cardinals» (demo) | 3:51     |  |

| Edición japonesa |                  |          |  |
| N.º              | Título           | Duración |  |
| 12.              | «Two Sisters»    | 1:27     |  |
| 13.              | «Wayfarer Youth» | 3:41     |  |

| Edición australiana |                                |          |  |
| N.º                 | Título                         | Duración |  |
| 12.                 | «Wayfarer Youth» (bonus track) | 3:41     |  |

## Créditos
Alexisonfire
- George Pettit – Vocalista
- Dallas Green – Vocalista, guitarra y piano
- Wade MacNeil – Guitarra y vocalista
- Chris Steele – Bajo
- Jordan Hastings – Batería y percusión

Producción
- Productores -Julius Butty y Alexisonfire
- Ingeniero - Nick Blagona
- Asistente - Rob Stefenson (Vancouver, BC) y Marco Brasette (Hamilton, ON)
- Mezcla - Julius Butty en Metalworks Studios
- Asistente de mezcla - Kevin Dietz
- Preproducción - Nicholas Osczypko
- Masterización - Brett Zilahi en Joao Carvalho Mastering